# Blanche Baker

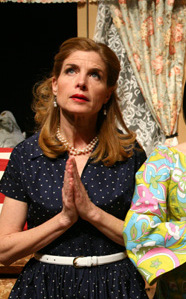
Blanche Baker in dem Theaterstück The Vietnamization of New Jersey (2007)

Blanche Baker (* 20. Dezember 1956 als Blanche Joy Garfein in New York) ist eine US-amerikanische Schauspielerin.

## Leben
Blanche Baker, die Tochter von Schauspielerin Carroll Baker und Regisseur Jack Garfein, studierte von 1974 bis 1976 am Wellesley College.
Im Alter von 21 Jahren gab sie 1978 ihr Schauspieldebüt. In Marvin J. Chomskys Drama Holocaust – Die Geschichte der Familie Weiss verkörperte sie das Mädchen „Anna Weiss“, das von Nationalsozialisten vergewaltigt wird und eine schwere psychische Störung davonträgt. Als „unwertes“ Leben wird Anna vergast. Für ihre Darstellung erhielt Baker den Emmy in der Kategorie „Beste weibliche Nebendarstellerin“.
In der Bibelverfilmung Mary and Joseph: A Story of Faith von 1979 spielte sie die weibliche Titelrolle. In vier Serien trat sie als Gastdarstellerin in Erscheinung, unter anderem in Law & Order. 1990 spielte Baker die Rolle der Ofglen in Die Geschichte der Dienerin. Bis in die 1990er Jahre stand sie in 15 weiteren Produktionen vor der Kamera – zuletzt 1994 in Dead Funny, einem Drama von John Feldman. Seit 2005 steht sie wieder häufiger vor der Kamera.
Seit 1983 ist sie mit dem Regisseur Bruce Van Dusen verheiratet, mit dem sie drei Kinder hat. Seit 1996 stellt sie als Künstlerin unter ihrem jetzigen Namen Blanche Van Dusen in Ausstellungen Skulpturen aller Art aus.

## Filmografie (Auswahl)
- 1978: Holocaust – Die Geschichte der Familie Weiss (Holocaust, Fernseh-Miniserie)
- 1979: Die Verführung des Joe Tynan (The Seduction of Joe Tynan)
- 1979: Wer geht denn noch zur Uni? (French Postcards)
- 1984: Das darf man nur als Erwachsener (Sixteen Candles)
- 1986: Der City Hai (Raw Deal)
- 1988: Blue Jean Cop (Shakedown)
- 1988: Was für ein wundervolles Leben... ? (Bum Rap)
- 1990: Die Geschichte der Dienerin (The Handmaid’s Tale)
- 1994: Clarissa (Folge Janet and Clarissa, Inc.)
- 1994: Schluß mit lustig (Dead Funny)
- 2007: Jack Ketchum’s Evil (The Girl Next Door)
- 2009: Taking
- 2010: Fake
- 2013: Hypothermia: The Coldest Prey
- 2017: Die Münzraub-AG (Coin Heist)
- 2021: Alice Fades Away